# Piai
Een piai of piaiman is een religieus of geestelijk leider binnen een gemeenschap van inheemse Surinamers. Hij treedt op als ziener en genezer, door contact te maken met de wereld van de geesten, hierbij gebruikmakend van bepaalde voorwerpen en ceremonieën.
Het begrip 'piai' wordt vaak vertaald als medicijnman of sjamaan, maar dit gaat voorbij aan de eigen cultuur en kan als beledigend worden ervaren. Evenmin voldoet 'priester van de indiaanse godsdienst', daar zowel de term priester, indiaans als godsdienst niet past. Een piai, kortom, is een geestelijke van een inheemse religie in Suriname.